# Prix Mychkine
Der Prix Mychkine (deutsche Transkriptionsweise Myschkin) ist ein internationaler Kultur- und Ethikpreis, der im Jahr 2012 ins Leben gerufen wurde.

## Beschreibung
Der Preis soll beispielgebendes Verhalten im Bereich des sozialen Engagements, der Künste und der Ethik würdigen. Ausgezeichnet werden sollen Persönlichkeiten, die zu einem Klima der Toleranz beitragen, die außerordentliche kulturschöpferische und ethische Leistungen erbracht haben und die sich durch ihr Werk und ein vorbildliches Leben im Sinne altgriechischer Ethik und moderner humanistischer „Seelengröße“ wie auch Generosität ausgezeichnet haben. Der Preis wurde benannt nach dem Titelhelden (Prinz Myschkin) des Romans Der Idiot von Fjodor Michailowitsch Dostojewski. Es ist beabsichtigt, den Preis in zwei Kategorien zu vergeben: 
1. einmal für das Lebenswerk einer Persönlichkeit,
2. zum anderen an Persönlichkeiten, die sich noch in einem Schaffensstadium befinden („work in progress“).
3. Weiterhin kann ein Sonderpreis (Prix spécial) vergeben werden.

## Modalitäten
Ausrichter des neu gestifteten Preises ist die Staatliche Hochschule für Gestaltung Karlsruhe. Gestiftet und finanziert wird er von einem privaten Freundeskreis, in dem auch weitere Mitwirkende auf der Grundlage gemeinsamer Wert- und Zielvorstellungen willkommen sind. Das Gründungskomitee, dem sechs Personen angehören, bildet auch die Vergabejury: 
1. Peter Sloterdijk (Karlsruhe),
2. Peter Weibel (Karlsruhe),
3. Joszef Bugovics (Computerunternehmer, Leipzig),
4. René Gude (Publizist und Herausgeber,[2] Amsterdam),
5. Regina Haslinger-Sloterdijk (Kulturwissenschaftlerin und freie Autorin, Wien) und
6. Maren Sell (Autorin, Paris).

Der Hauptpreis besitzt den Status eines ideellen Preises, der "Work in progress-Preis" ist mit 50.000 Euro dotiert. Der Preis wird im Rahmen einer öffentlichen Feierstunde vergeben, erstmals am 30. Januar 2012 im Pariser Theater Odéon, danach abwechselnd in Amsterdam, Karlsruhe und Leipzig. Der Preis wird in Form einer Skulptur verliehen, die von dem Leipziger Künstler Neo Rauch geschaffen wurde.

## Preisträger
- 2012:
  1. Erster Preisträger ist der französische Résistance-Kämpfer, Diplomat und Lyriker Stéphane Hessel, der den Preis für sein Lebenswerk erhielt.
  2. Träger des „Work in progress-Preises“ ist der österreichische Tierethiker und Tierrechtsaktivist Martin Balluch.
  3. Einen besonderen Preis (Prix spécial) erhält der italienische Psychotherapeut Gaetano Benedetti für seine bahnbrechende Arbeit mit schizophren Kranken.

Die Preise wurden am 30. Januar 2012 im Théâtre National de l’Odéon (Paris) vergeben. Die Laudatio auf Stéphane Hessel hielt der Europa-Politiker Daniel Cohn-Bendit, zu Martin Bullach sprach der österreichische Philosoph Thomas Macho, und die französische Psychoanalytikerin Élisabeth Roudinesco sprach zu Benedetti.
- 2014:[3]
  1. Erste Preisträgerin ist Jetsun Pema, die Schwester des Dalai Lama.
  2. Die beiden Ehrenpreise wurden an den amerikanischen Linguisten und politischen Aktivisten Noam Chomsky und den schweizerischen Unternehmer und Ex-Banker Konrad Hummler verliehen.

Die Preise wurden am 29. Mai 2014 im Gewandhaus Leipzig vergeben. Die Laudatio auf Jetsun Pema hielt die Schauspielerin Martina Gedeck, zu Noam Chomsky sprach der Schriftsteller Ilja Trojanow, und der Publizist Frank A. Meyer referierte zu Konrad Hummler.